# Municipio de Ross (condado de Allegheny)
El municipio de Ross (en inglés: Ross Township) es un municipio ubicado en el condado de Allegheny en el estado estadounidense de Pensilvania. En el año 2000 tenía una población de 32.551 habitantes y una densidad poblacional de 870.3 personas por km².

## Geografía
El municipio de Ross se encuentra ubicado en las coordenadas 40°31′35″N 80°1′19″O / 40.52639, -80.02194.

## Demografía
Según la Oficina del Censo en 2000 los ingresos medios por hogar en la localidad eran de $46,542 y los ingresos medios por familia eran $57,917. Los hombres tenían unos ingresos medios de $41,736 frente a los $31,304 para las mujeres. La renta per cápita para la localidad era de $25,883. Alrededor del 4.2% de la población estaban por debajo del umbral de pobreza.